# Rosa Mendes
Milena Leticia Roucka née le 25 octobre 1979 à Vancouver est une catcheuse (lutteuse professionnelle) canadienne. Elle est connue pour son travail à la World Wrestling Entertainment sous le nom de Rosa Mendes.
Arrivée quatrième au Diva Search 2006, elle a été une fois championne féminine de la OVW. Elle est aussi une ancienne Queen of FCW.

## Jeunesse et carrière de mannequin
Roucka a des origines tchèques par son père et costa-ricienne par sa mère. Elle grandit à Vancouver, en Colombie-Britannique. Elle se passionne pour les arts martiaux mixtes et s'entraine dans un gymnase en vue de pratiquer ce sport. Après le lycée, elle étudie le commerce à l'université de Colombie-Britannique avant d'abandonner.
Elle devient alors mannequin et se fait notamment connaitre en participant aux campagnes publicitaire de Trident gum et Lux soap.

## Carrière

### World Wrestling Entertainment (2006-2017)

#### Diva Search et passage dans les clubs-école (2006-2008)
Roucka se propose comme participante pour le WWE Diva Search, une émission de la World Wrestling Entertainment (WWE) qui a pour but de découvrir des catcheuses. Elle termine quatrième et n'obtient pas automatiquement un contrat mais la WWE l'engage fin août et l'envoie à l'Ohio Valley Wrestling.
Elle commence à l'OVW comme manager du clan Bad Company,. Le 10 décembre 2006, elle participe à son premier combat où avec Eddie Kraven et Mike Kruel ils remportent un match par équipe face à Jon Bolen, Ryan Reeves et Seth Skyfire.

#### Débuts et diverses rivalités (2008-2010)

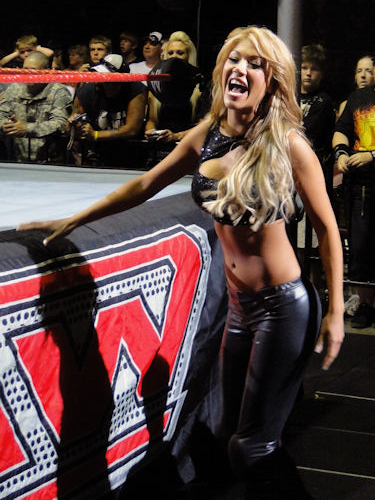
Rosa Mendes lors d'un house show en 2009

Le 24 novembre 2008, elle apparaît toujours en tant que Roucka et se définit comme la plus grande fan de Beth Phoenix. Le 22 décembre 2008, Santino Marella la présente sous le nom de Rosa Mendes et le 19 janvier 2009, il annonce qu'il a engagé Mendes en tant que manager de Beth Phoenix.
À WrestleMania XXV, elle participe à une bataille royale de 25 divas pour être Miss WrestleMania. Elle perd cette bataille au profit de Santina Marella, la "sœur jumelle" de Santino qui devient Miss WrestleMania.
Peu de temps après, elle change de gimmick pour devenir la manager de Carlito jusqu'à son départ pour la ECW.
Elle est draftée à SmackDown en 2010. De là, elle obtient un nouveau gimmick, celui d'une sportive.
Elle est surtout vue dans des segments en coulisses, faisant un face turn progressif.

#### Latino Clan (2011-2013)

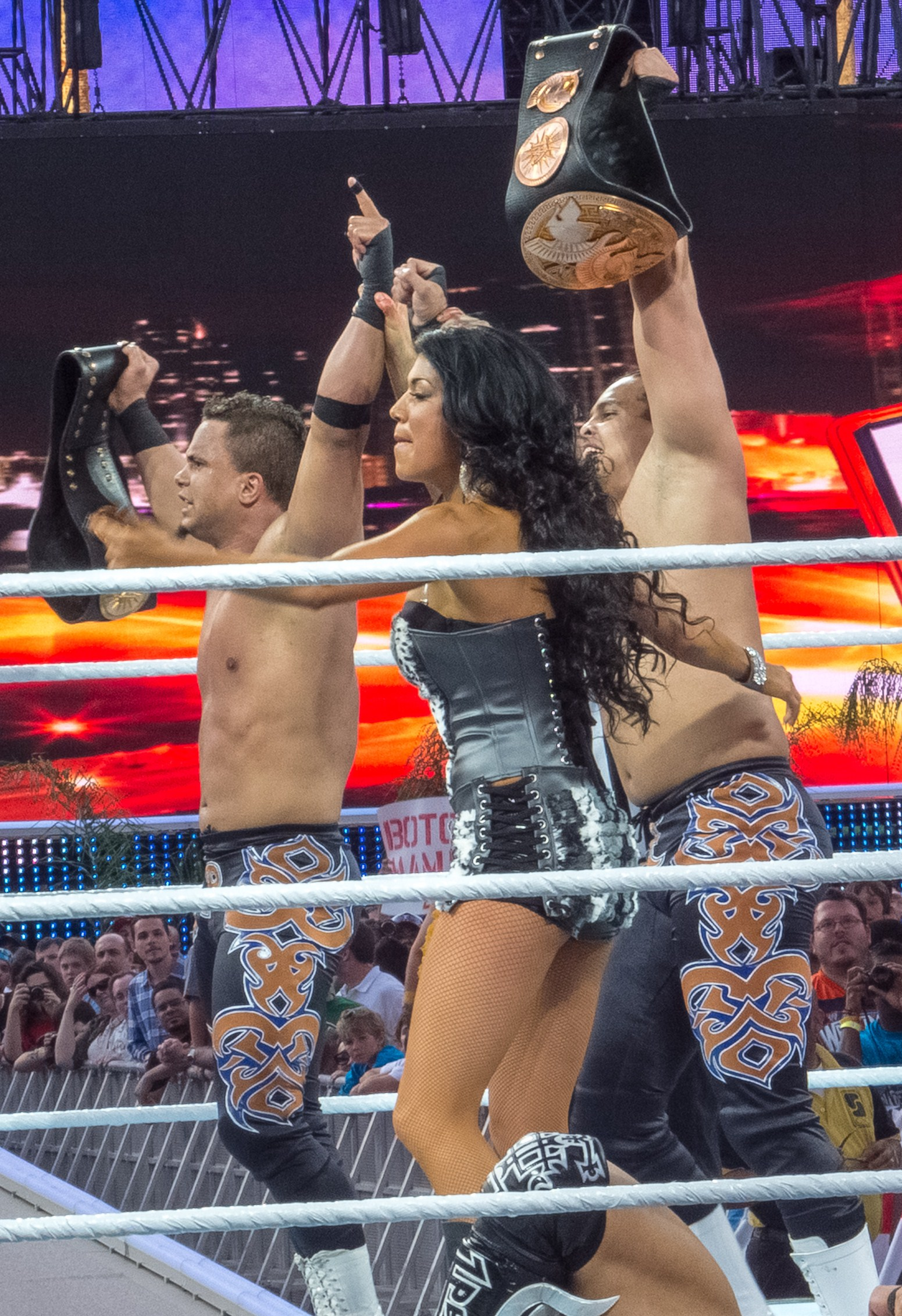
Rosa Mendes célébrant la victoire des champions par équipe : Primo et Epico à WrestleMania XXVIII.

Lors du SmackDown du 3 juin, elle effectue un heel turn en accompagnant Alicia Fox et Tamina dans leur match contre Kaitlyn et AJ, match que Tamina et Alicia Fox gagnent.
Elle devient par la suite la valet d'Epico et Primo et les accompagnent à tous leurs matchs. Elle a eu un accident de voiture au Mexique, sans gravité. Elle effectue par la suite un tweener turn avec Primo et Epico.
Lors de TLC le 16 décembre, elle ne remporte pas la bataille royale de Divas spécial "Noël" pour déterminer l'aspirante n°1 au titre des Divas.
Lors de la tournée en Europe de la WWE, Rosa a été renvoyée du show car elle se trouvait en état d'ivresse.

#### Retour en solo (2013-2014)
Aux Survivor Series, l'équipe des True Divas dont Rosa Mendes faisait partie perd contre celle des Total Divas dans un match par équipe traditionnel à élimination.
Lors de WrestleMania XXX, elle perd le Vickie Guerrero Divas Championship Invitational match au profit d'AJ Lee.
Il a été annoncé en juin 2014 qu'elle participera à la saison 3 de Total Divas. Elle aurait dû être licenciée au mois de juin, en même temps qu'Aksana notamment, mais elle a été sauvée par les producteurs de Total Divas qui souhaite l’inclure dans l’émission lors de la prochaine saison.[réf. nécessaire]

#### Danseuse de Fandango, d'Adam Rose, congé maternité et départ (2014-2017)
Elle est depuis les Survivor Series la nouvelle danseuse de Fandango. Ils se séparent en avril 2015 ; Fandango poursuit sa carrière en solo. Elle devient par la suite la danseuse d'Adam Rose. On apprend en août 2015 qu'elle est enceinte.
Le 13 février 2017, elle annonce son départ de la WWE et la fin de sa carrière de catcheuse.

#### Circuit Indépendant (2018-…)
En 2018, elle fait son retour dans le monde du catch sur le circuit indépendant.

## Palmarès
- Ohio Valley Wrestling
  - 1 fois OVW Women's Championship, le 19 septembre 2007[13]

- Florida Championship Wrestling
  - 1 fois Queen of FCW (record du plus court règne). (77 jours).

- World Wrestling Entertainment
  - Slammy Award du meilleur équipement d'exercices (2010)

## Récompenses des magazines
- Pro Wrestling Illustrated

| Année | 2008 | 2009 |
| ----- | ---- | ---- |
| Rang  | 43   | 50   |